# Pico Mills
El Pico Mills (en inglés: Mills Peak) es un pico de 625 m s. n. m. ubicado al suroeste del cabo Douglas en la parte norte de la península Barff en Georgia del Sur, un territorio ubicado en el océano Atlántico Sur, cuya soberanía está en disputa entre el Reino Unido el cual las administra como «Territorio Británico de Ultramar de las islas Georgias del Sur y Sandwich del Sur», y la República Argentina que las integra al Departamento Islas del Atlántico Sur, dentro de la Provincia de Tierra del Fuego, Antártida e Islas del Atlántico Sur. Fue nombrado por el Comité Antártico de Lugares Geográficos del Reino Unido en 1988 por el teniente Keith P. Mills, al mando del pelotón de infantes de los Royal Marines en la punta Coronel Zelaya al inicio de la guerra de las Malvinas.